# Mollavazlı
Mollavazlı è un comune dell'Azerbaigian situato nel distretto di Saatlı.